# ネパール共産党マルクス主義派 (1986-1991)
ネパール共産党マルクス主義派は、ネパールに1986年から1991年まで存在した共産主義政党。

## 政治
マン・モハン・アディカリ率いるネパール共産党マンモハン派と、サハーナ・プラダン率いるネパール共産党プシュパラール派が1987年に合同したことにより生まれた政党。略称CPN(M)。同党はインド共産党マルクス主義派と緊密な関係を持っていた。
1990年の民主化運動（ジャナ・アンドラン）では統一左翼戦線に加盟し、独裁体制と闘った。
1991年、CPN(M)はネパール共産党マルクス・レーニン主義派と合同し、ネパール共産党統一マルクス・レーニン主義派（統一共産党またはCPN(UML)）を結成し、現在に至る。しかし、かなりの数の旧CPN(M)の指導部は間もなく離党し、独自の「ネパール共産党マルクス主義派」を結成した。
大衆組織としては「ネパール労働組合センター」と「ネパール進歩的学生連合」があった。